# シネマトゥデイ (企業)
株式会社シネマトゥデイは、映画情報サイトであるシネマトゥデイのコンテンツ制作を行っている企業。
同サイトの企画から、取材、制作、運営を担っている。また、シネマトゥデイの映画情報をYahoo! JAPANのYahoo!映画に定期的に情報提供しているほか、シネマトゥデイの映画ニュースは多くのポータルサイトやニュースアプリに配信されている。

## 概要
1996年に株式会社ウエルバとして創設し、2012年に株式会社シネマトゥデイに社名変更した。映画情報サイトであるシネマトゥデイの運営を行っているほか、Yahoo!映画やポータルサイトへの映画ニュースでも、シネマトゥデイの映画ニュースが配信されている。

## 沿革
- 1996年 6月株式会社ウエルバ設立[2]
- 2000年 2月映画情報サイト『シネマトゥデイ』開設[1]
- 2010年 1月シネマトゥデイ・チャンネルをYouTubeに開設[3]
- 2012年 4月株式会社シネマトゥデイに社名変更[2]

## 役員構成
- 代表取締役　下村 誠
- 取締役　下村　麻美
- 取締役　下村　久美
- 監査役　下村　聡

## 従業員構成
- 17名（2023年12月1日現在）[4]
  - ネットワークエンジニア：2名
  - シネマトゥデイ編集部：15名